# Piddinghoe
Piddinghoe – wieś w Anglii, w hrabstwie East Sussex, w dystrykcie Lewes. Leży 79 km na południe od Londynu. W 2007 miejscowość liczyła 264 mieszkańców.